# Leon Daraszkiewicz
Leon Jan Fortunat Daraszkiewicz (ros. Леон Людвигович Дарашкевич, ukr. Леон Людвигович Дорошкевич, ur. 12 kwietnia?/24 kwietnia 1866 w Grzywie, zm. 2 lutego 1931 w Winnicy) – polski lekarz psychiatra, działający w Cesarstwie Rosyjskim i na Ukrainie. 

## Życiorys

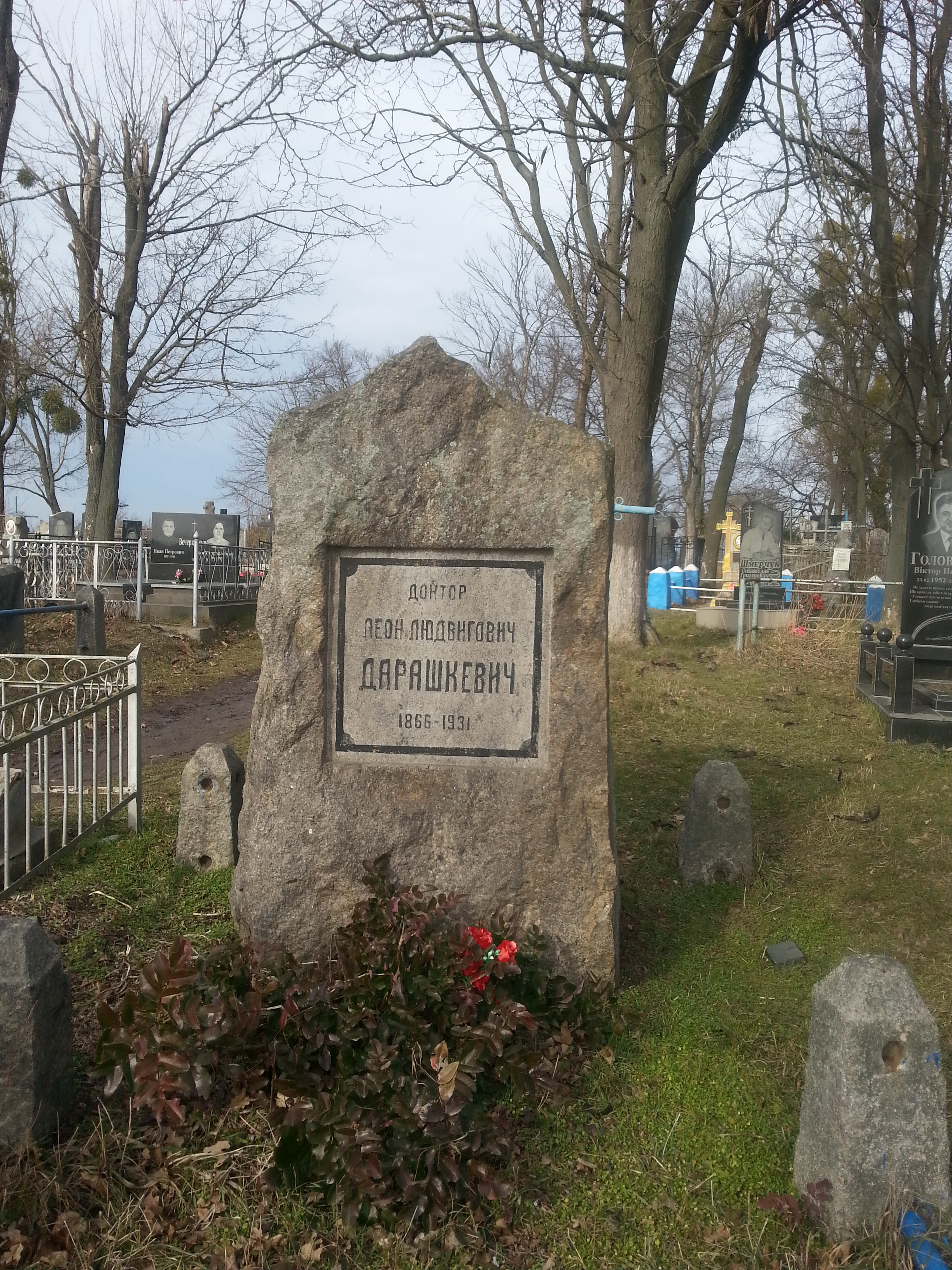
Grób Leona Darszkiewicza

Syn pochodzącego z Kowna lekarza Ludwika Daraszkiewicza (1835–1888) i Walerii z domu Grünhof. Uczęszczał do gimnazjum w Rydze. Studiował na Wydziale Lekarskim Uniwersytetu w Dorpacie od 1884, studia ukończył w 1889. Należał do Konwentu Polonia, 17 lutego 1892 został jego filistrem. Od 1 stycznia 1890 asystent w klinice chorób psychicznych i nerwowych w Dorpacie, najpierw u Emila Kraepelina, potem u Władimira Cziża. 24 marca 1892 otrzymał dyplom doktora nauk medycznych po przedstawieniu dysertacji Ueber Hebephrenie, insbesondere deren schwere Form. 
Od 12 października 1892 do lutego 1894 młodszy lekarz w miejskim zakładzie psychiatrycznym Alexandershöhe koło Rygi. Od 1895 praktykował w guberni twerskiej. Od 1909 pracował jako ordynator szpitala psychiatrycznego w Winnicy na Podolu. Był jedynym lekarzem Polakiem tam zatrudnionym. W 1915 roku bezskutecznie starał się o stanowisko dyrektora szpitala psychiatrycznego w Tomsku. W 1922 roku wyjeżdżał w celach naukowych do Austrii, Niemczech i Belgii. W Winnicy praktykował do śmierci w 1931 roku.
Jego rozprawa na stopień doktora medycyny była istotnym przyczynkiem do znajomości hebefrenii.

## Prace
- Ueber Hebephrenie, insbesondere deren schwere Form. Inaugural-Dissertation. Dorpat, 1892
- Über eine subjektive Gehörsempfindung im hypnagogischen Zustande. Neurologisches Centralblatt 12 (10), ss. 360-362, 1894
- Zum Rätsel der Paralyse. Allgemeine Zeitschrift für Psychiatrie und psychischgerichtliche Medizin 83, ss. 53-56, 1926
- Kontraktur den unteren Gliedmassen bei Schizophrenie. Allgemeine Zeitschrift für Psychiatrie und psychischgerichtliche Medizin 84, ss. 87-93, 1926